# Heures Egerton
Les Heures dites d'Egerton sont un livre d'heures à l'usage de Paris, enluminé en France au cours du XVe siècle. Le manuscrit a appartenu à la famille d'Anjou et sans doute à René d'Anjou. Il est actuellement conservé à la British Library sous la cote Egerton 1070.

## Historique
Le manuscrit est sans doute écrit en 1407. Selon Eberhard König, le manuscrit pourrait avoir été commandé par Louis Ier d'Orléans, son symbole, des bâtons noueux, se retrouvant dans certaines décoration de marges. Il meurt cependant en 1407 et le manuscrit entre alors rapidement en possession probable d'un membre de la famille d'Anjou. Celui-ci fait achever l'enluminure du manuscrit vers 1410. Des éléments de miniatures rappellent cette possession : l'image de Charlemagne y prend les traits de Charles de Blois, père de Marie de Blois, la femme de Louis Ier d'Anjou.
Le livre d'heures entre en possession de René d'Anjou. On a longtemps pensé qu'il disposait du manuscrit au cours de sa captivité à Dijon de 1431 à 1437. Une prière intitulée Libera Renatum a en effet été ajoutée au livre. Cependant, les ajouts dus au roi René sont plutôt datés d'après son retour d'Italie en 1442 et le livre qu'il avait en sa possession à cette époque était plutôt le livre d'heures de la Bibliothèque nationale de France (Latin 1156A). D'autres textes sont ajoutés toujours dans les années 1440 ainsi que cinq miniatures pleines pages. 
Par la suite, le manuscrit se retrouve dans les mains de George Strangways, archidiacre de Coventry, qui en fait don à Henri VII d'Angleterre (1457-1509), une dédicace le mentionnant au folio 154. Le livre est ensuite donné aux Jésuites de Cracovie. Au XIXe siècle, il est en possession de la grande-duchesse de Mecklembourg-Schwerin qui tente de le vendre à Londres à partir de 1832. Il est acquis par le British Museum le 6 juillet 1844 auprès d'un certain H. Ruschweigh. Le musée utilise pour cette acquisition le fonds Bridgewater, institué grâce au don de 12 000 livres sterling par Francis Egerton, comte de Bridgewater. C'est celui-ci qui a donné le nom au manuscrit sans en avoir jamais été propriétaire,.

## Attribution des miniatures
La plupart des miniatures des années 1407-1410 sont attribuées à un maître anonyme qui doit son nom de convention à ce manuscrit : le Maître d'Egerton. Il est sans doute originaire de Flandre et est actif à Paris au début du XVe siècle. Il a collaboré comme ici avec un  autre anonyme, le Maître de la Mazarine. Celui-ci exécute dans ce manuscrit la plupart des petites miniatures des suffrages des saints. Quelques-unes de ces mêmes miniatures sont parfois attribuées au Maître du Parement de Narbonne ou à son entourage mais pour Eberhard König, seule celle du folio 97 est de sa main.
Les cinq miniatures ajoutées à l'époque de René d'Anjou sont attribuées par la majorité des historiens de l'art à Barthélemy d'Eyck, son peintre favori. Cette opinion est cependant contestée par Katherine Reynolds ou Albert Châtelet,.  

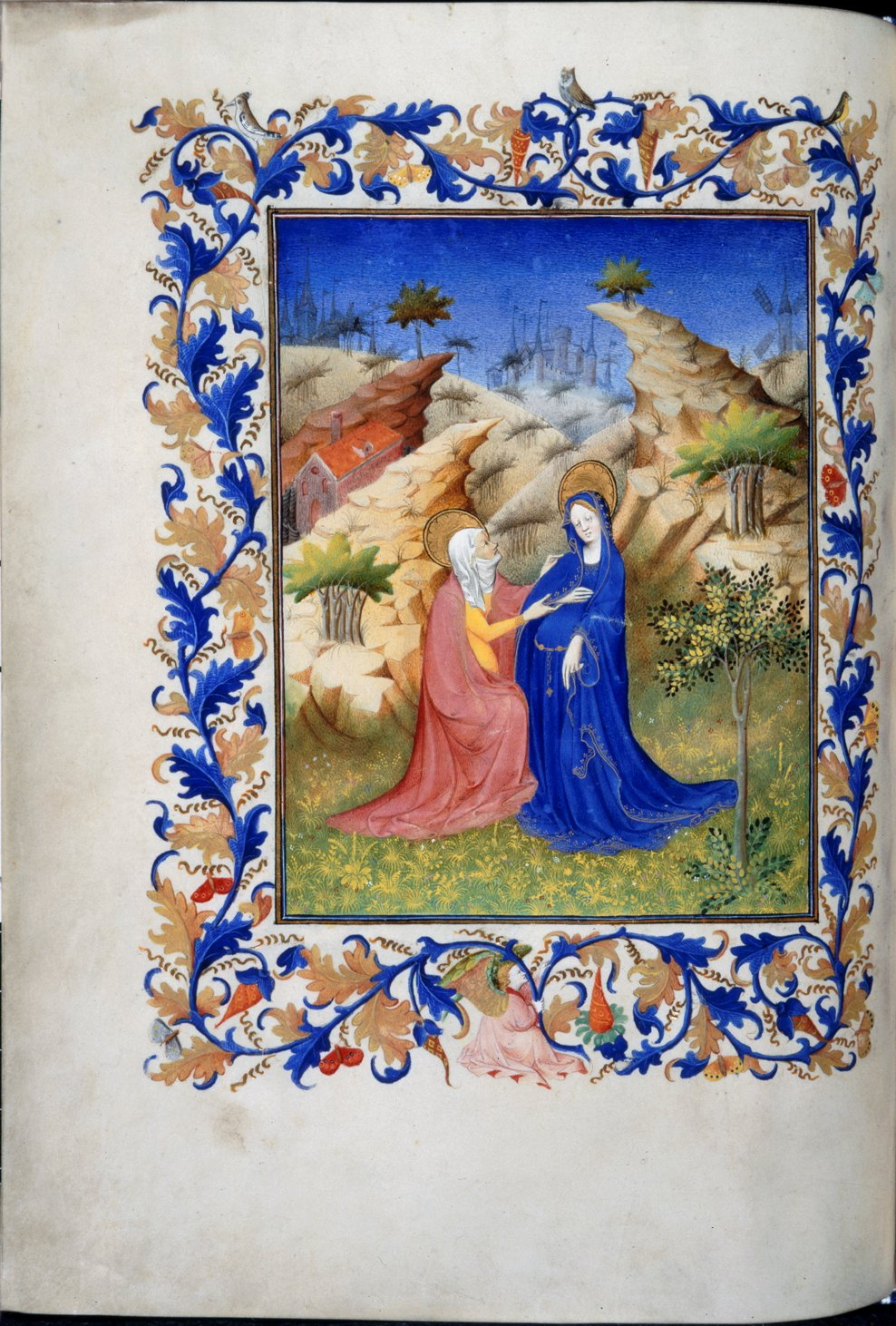
La Visitation, f29v, attribuée au Maître d'Egerton
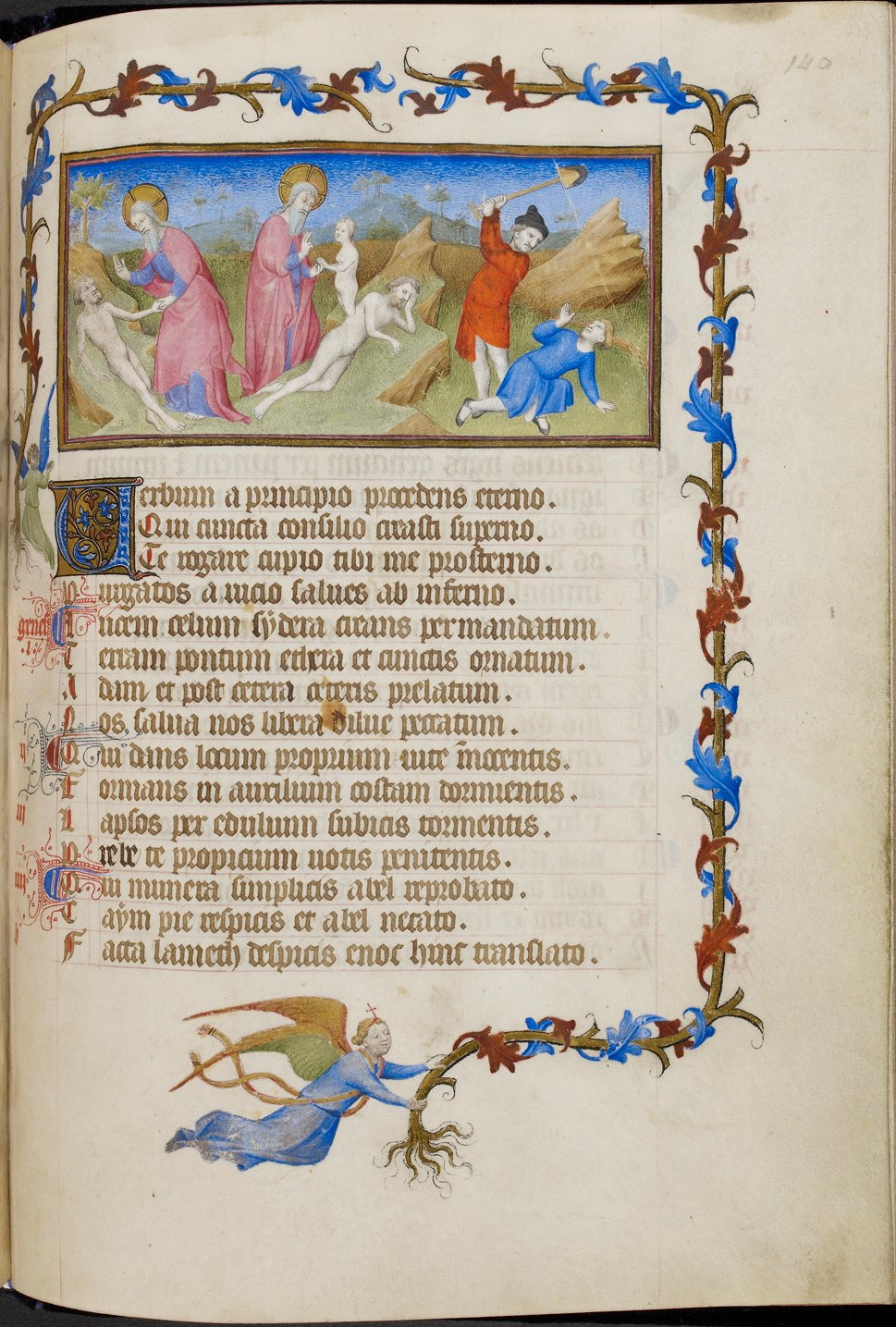
Scènes de la Genèse, f140, attribuée au Maître de la Mazarine
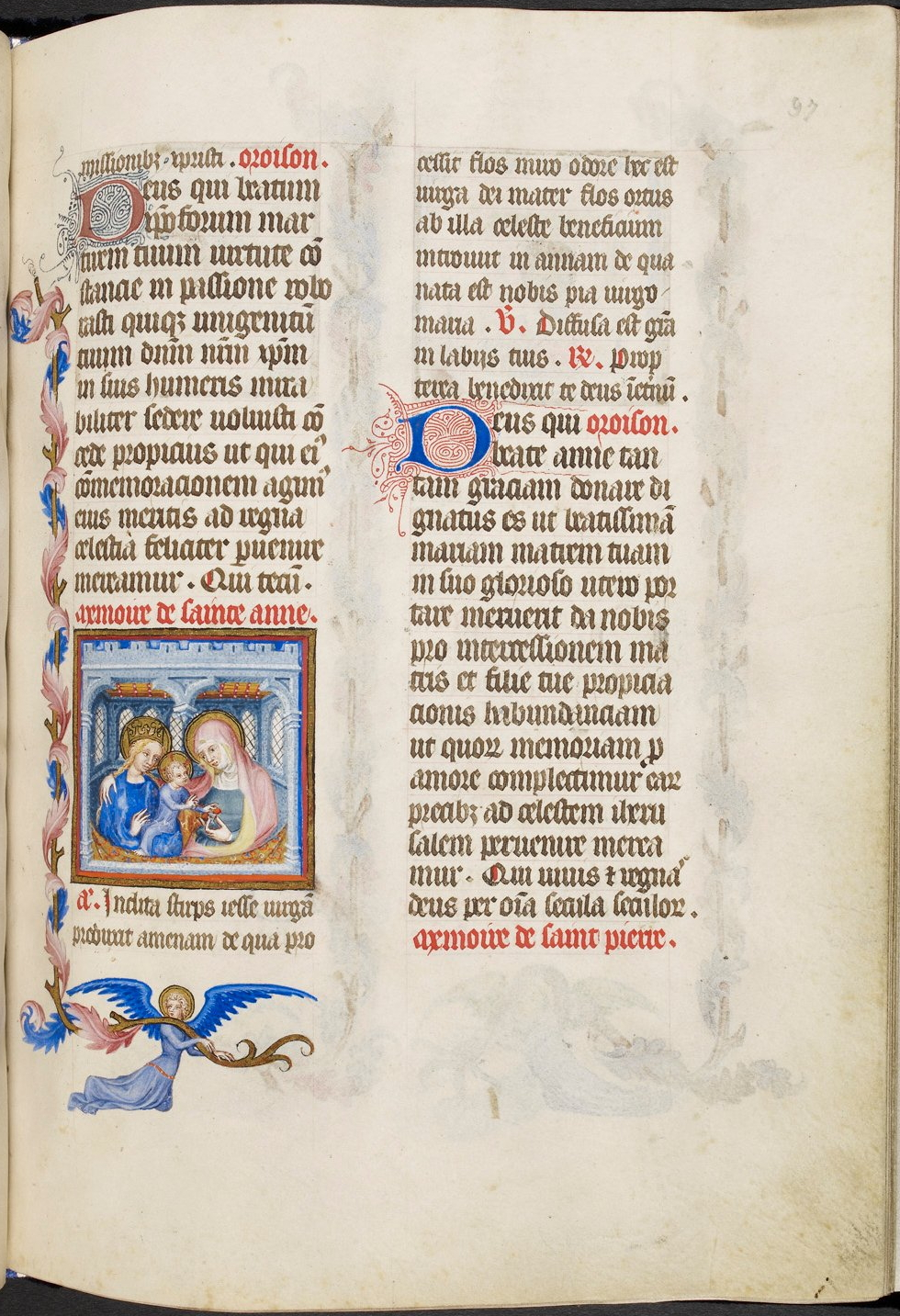
La Vierge à l'enfant et sainte Anne, f97, attribuée au Maître du Parement de Narbonne
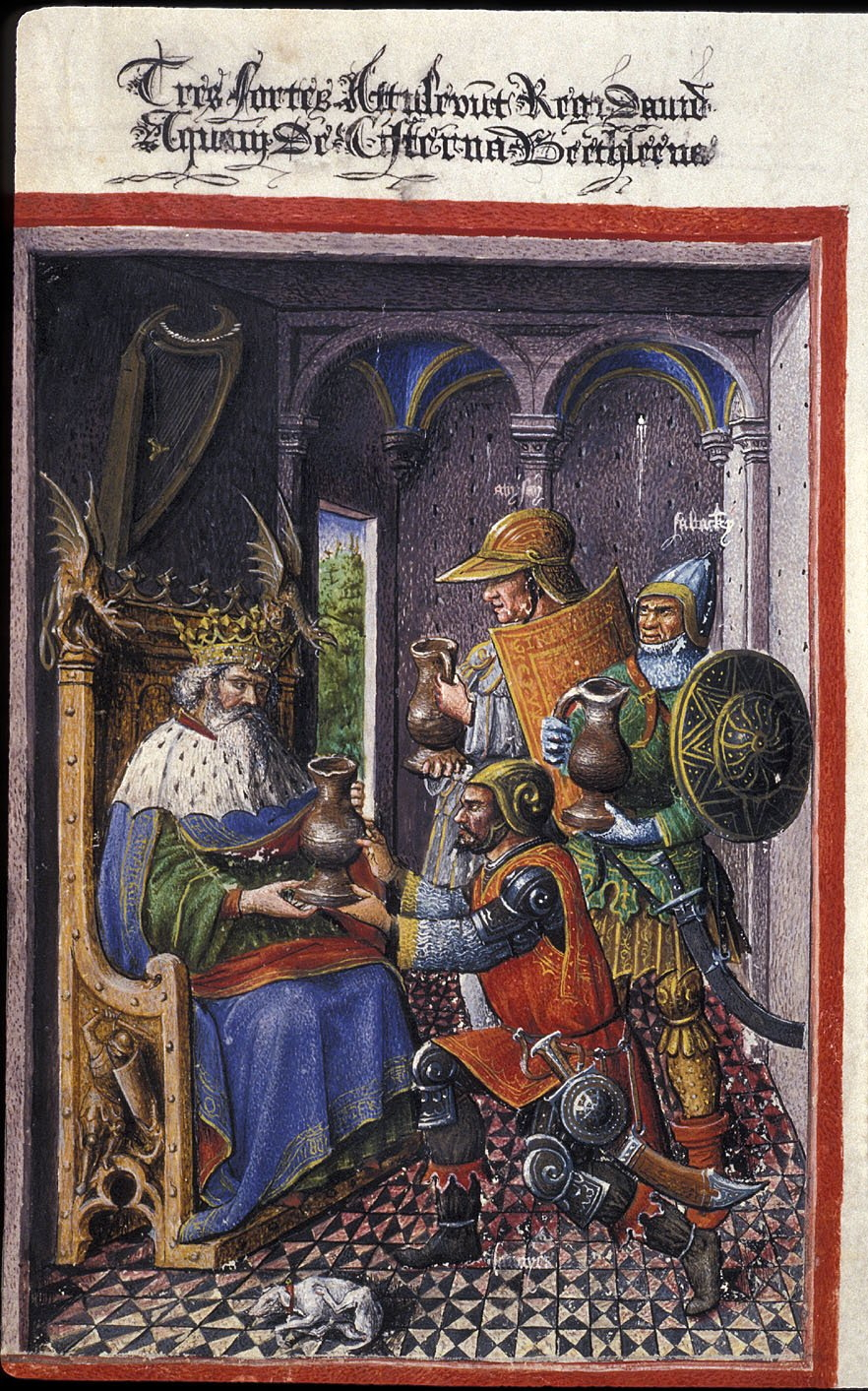
Le roi David et les trois vaillants, f.139, attribuée à Barthélemy d'Eyck

## Description
Le livre d'heures représente 154 feuillets contenant 9 grandes miniatures pleines pages, auxquelles s'ajoutent les 5 grandes miniatures datant de René d'Anjou, 16 miniatures de bas de marge et de nombreuses miniatures de colonnes ainsi que des lettrines historiées.
Liste des miniatures en pleine page : 
- Armes de René d'Anjou (f.4v) (ajout du livre d'heures de René d'Anjou)
- Vue de Jérusalem (f.5) (ajout du livre d'heures de René d'Anjou)
- L'Annonciation (f.15v)
- La Nativité (f.24v)
- La Visitation (f.29v)
- L'Annonciation au berger (f.32v)
- L'Adoration des mages (f.34v)
- La Présentation au temple (f.36v)
- Le Couronnement de la Vierge (f.41v)
- Le Roi David (f.44v)
- Memento Mori (f.53) (ajout du livre d'heures de René d'Anjou)
- L'office des morts (f.54v)
- La Sainte Hostie de Dijon (f.110) (ajout du livre d'heures de René d'Anjou)
- Le Roi David et les trois vaillants (f.139) (ajout du livre d'heures de René d'Anjou)